# Třída CC
Třída CC byla třída pobřežních ponorek kanadského námořnictva. Původně byly stavěny pro Chile, ale po vypuknutí první světové války je odkoupila Kanada. Byly první ponorky kanadského námonictva. Ponorky nebyly bojově nasazeny. Ve službě byly v letech 1914–1920. Po vyřazení byly sešrotovány.

## Stavba
Roku 1912 rozestavěla americká loděnice Seattle Construction and Drydock Company v Seattle dvě malé ponorky pro chilské námořnictvo, pojmenované Iquique a Antofagasta. Na vodu byly spuštěny v průběhu roku 1913. Po vypuknutí první světové války rozhodl premiér Britské Kolumbie Richard McBride o zakoupení obou ponorek. Obě byly do služby přijaty 5. srpna 1914. Protože byl prodej ponorek porušením americké neutrality, musely být do Kanady propašovány.
Jednotky třídy CC:
| Jméno                 | Založení kýlu | Spuštěna | Vstup do služby | Status                      |
| --------------------- | ------------- | -------- | --------------- | --------------------------- |
| CC-1 (ex Iquique)     | 1912          | 1913     | 5. srpna 1914   | Roku 1920 prodána do šrotu. |
| CC-2 (ex Antofagasta) | 1912          | 1913     | 5. srpna 1914   | Roku 1920 prodána do šrotu. |

## Konstrukce

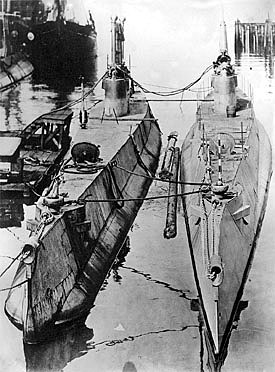
CC-1 a CC-2

Obě ponorky byly postaveny podle mírně odlišných projektů, takže se lišily rozměry, výzbrojí i výkony. Zatímco CC-1 nesla pět 457mm torpédometů (čtyři příďové a jeden záďový), její sesterská loď CC-2 měla torpédomety pouze tři (dva příďové a jeden záďový). Pohonný systém tvořil motor Vickers o výkonu 600 hp a jeden elektromotor o výkonu 240 hp (CC-2 260 hp). Nejvyšší rychlost na hladině dosahovala 13 uzlů. Dosah byl 720 námořních mil při rychlosti 12 uzlů na hladině, nebo 10 námořních mil při rychlosti 7,5 uzlu pod hladinou. Operační hloubka ponoru byla 30 metrů.

## Služba
Ponorky nebyly bojově nasazeny. V roce 1917 měly být vyslány do Středomoří, přičemž cestou ze západního na východní pobřeží Kanady jako její první válečné lodě propluly Panamským průplavem. Po příplutí na základnu v Halifaxu však byly prohlášeny za neschopné bojového nasazení. Nadále tedy zůstaly v Kanadě. Roku 1920 byly obě ponorky prodány do šrotu.